# Battlelore
För andra betydelser, se BattleLore (brädspel).
Battlelore är en finsk hårdrocksgrupp som spelar epic power metal. Bandet består av sju medlemmar från Villmanstrand, Deras låttexter är inspirerade av J.R.R Tolkiens roman Sagan om Ringen och i deras texter är många namn och platser hämtade från Tolkiens verk.

## Historia
Bandet Battlelore skapades av Jyri Vahvanen och Miika Kokkola år 1999, och samma år släpptes deras första singel, "Warrior's Tale". Efter släppet skrevs kontrakt med Napalm's Records. 2000 släppte bandet sin andra singel: "Dark Fantasy" och tre nya bandmedlemmar togs in: Kaisa Jouhki, Maria och Henri Vahvanen.
Hösten 2001 släpptes studioalbumet …Where the Shadows Lie av skivbolaget Music-Bros studios varefter bandet började göra sig kända internationellt. Kort därefter hoppade T. Havo av bandet och blev ersatt av J. Rautio som sologitarrist. 
2003 släppte Battlelores sitt andra album, Sword's Song, genom Music-Bros studios och bandet gick ut på sin första turné runt om i Europa. 2004 släppte Battlelore sin första DVD, The Journey, och sångare Patrik Mennander lämnade bandet för att göra en solokarriär. Det sista uppträdandet med bandets sångare var på Ringcon, Sagan om Ringens officiella festival i Bonn.
2005 släpptes bandet sitt tredje album Third Age of the Sun som spelades in på Sound suite Studios. Med det tredje albumet kom bandet upp i "top 40 Album-listan" i Finland.
2006 kom deras fjärde album, Evernight, släppt på Music-Bros Studios.

## Medlemmar
Nuvarande medlemmar
- Jyri Vahvanen – gitarr (1999–2011, 2016–)
- Kaisa Jouhki – sång (2000–2011, 2016–)
- Maria Hoksnen – keyboard, flöjt (2000–2011, 2016–)
- Henri Vahvanen – trummor (2000–2011, 2016–)
- Jussi Rautio – sologitarr (2001–2011, 2016–)
- Tomi Mykkänen – sång (2004–2011, 2016–)
- Timo Honkanen – basgitarr (2004–2011, 2016–)

Tidigare medlemmar
- Miika Kokkola – basgitarr (1999–2004)
- Patrik Mennander – sång (1999–2004)
- Tommi Havo – sång, sologitarr (1999–2001)
- Gorthaur (Jarkko Heilimo) – trummor (1999)

## Diskografi
Studioalbum
- …Where the Shadows Lie (2002)
- Sword's Song (2003)
- Third Age of the Sun (2005)
- Evernight (2007)
- The Last Alliance (2008)
- Doombound (2011)
- The Return of the Shadow (2022)

Promo-album
- Warrior's Tale (1999)
- Dark Fantasy (2000)

DVD
- The Journey (2004)

Musikvideor
- "Journey to Undying Lands" (2002)
- "Storm of the Blades" (2005)
- "House of Heroes" (2007)
- "Third Immortal" (2008)